# Karl Hübner (Maler)
Karl Hübner  (* 24. Dezember 1902 in Segesvár, Königreich Ungarn; † 8. Februar 1981 in Brașov) war ein rumänischer Maler und Grafiker aus der deutschsprachigen Minderheit der Siebenbürger Sachsen.

## Leben
Nach dem Abitur in Kronstadt folgte er einer Einladung der in Berlin lebenden Pianistin Selma Honigberger, einer Tante, und begann 1926 mit dem Kunststudium in der deutschen Hauptstadt. Einer seiner Lehrer war der damals schon bekannte Ernst Honigberger. 1927 setzte Hübner das Studium in Bukarest fort und hatte dort so vorzügliche Lehrer wie Camil Ressu (1880–1962), dessen Einfluss in Hübners Werk sichtbar ist. Als Meisterschüler blieb er bis 1933 in Bukarest und kehrte dann zurück nach Kronstadt. 1958 heiratete er die Schriftstellerin und Kinderbuchautorin Erika Barth, bekannt unter dem Namen Hübner-Barth (1932–2011).

## Werdegang
In Kronstadt stellte Hübner 1935 zum ersten Mal in der Galerie des Eislaufpavillons aus und wurde in der „Kronstädter Zeitung“ wegen „der sicheren Beherrschung des Figuralen“  von der Kritik gelobt.
Die intensive Arbeit bis zum Ausbruch des Zweiten Weltkriegs und der Einberufung zum rumänischen Militärdienst und Fronteinsatz (1940–1944) wurde nicht zuletzt markiert durch eine Reihe persönlicher Ausstellungen Hübners unter anderen in Kronstadt, Hermannstadt, Klausenburg und Bukarest. 1938 beteiligte er sich mit Ölgemälden an der damals und später auch aus politischen Gründen viel diskutierten „Gesamtschau Deutscher Künstler Rumäniens“. Aus der Kriegszeit erhielten sich wertvolle Skizzenbücher, deren Motive im späteren Werk teilweise wieder auftauchen.
In den Nachkriegsjahrzehnten gehörte Hübner zum Kreis der über Kronstadt hinaus bekannten bildenden Künstler wie Hermann Morres, Hans Eder, Heinrich Schunn, Helfried Weiß, Harald Meschendörfer, Eduard Morres und Friedrich von Bömches.

## Ausstellungen (Auswahl)
- 1935: Galerie des Eispavillons
- 2012: Kunstmuseum Kronstadt / Muzeului de Artă Braşov

## Bibliografie (Auswahl)
- Claus Stephani: Die Gedankenwelt eines Dichters. Zur Retrospektivausstellung Karl Hübners im Kronstädter Arta-Saal. In: Neue Literatur (Bukarest), 19/9, 1968, S. 115–116.
- Mihai Nadin: Pictori din Brașov. Meridiane: Bukarest 1975.
- Claus Stephani: „Ich bin diesen Weg gegangen.“ Gedanken zu Karl Hübners 90. Geburtstag. In: Siebenbürgische Zeitung (München), 42/20, 15. Dezember 1992, S. 5.
- Hans Bergel: Maler und Grafiker Karl Hübner vor 100 Jahren geboren. In: Siebenbürgische Zeitung-Online vom 14. November 2002.
- Ausstellungskatalog (zweisprachig) „Expoziţia retrospectivă Karl Hübner (1902-1981) – Retrospektive Karl Hübner (1902-1981)“.  Braşov: Editura Muzeului de Artă Braşov, 2012, ISBN 978-606-92557-9-7.
- Christine Chiriac: Ein zu Unrecht vergessener Maler: Karl Hübner. In: Siebenbürgische Zeitung-Online vom 19. Oktober 2012.